# Округ Чејфи (Колорадо)
Чејфи (енгл. Chaffee County) је округ у америчкој савезној држави Колорадо. По попису из 2010. године број становника је 17.809. Седиште округа је град Салајда.

## Демографија
Према попису становништва из 2010. у округу је живело 17.809 становника, што је 1.567 (9,6%) становника више него 2000. године.
| Група             | 2000.          | 2010.          |
| Белци             | 14.174 (87,3%) | 15.417 (86,6%) |
| Афроамериканци    | 257 (1,6%)     | 275 (1,5%)     |
| Азијати           | 71 (0,4%)      | 106 (0,6%)     |
| Хиспаноамериканци | 1.393 (8,6%)   | 1.678 (9,4%)   |
| Укупно            | 16.242         | 17.809         |